# Kuhmo
Kuhmo is een gemeente en stad in de Finse provincie Oulu en in de Finse regio Kainuu. De gemeente heeft een totale oppervlakte van circa 5406 km² waarvan circa 650 km² wateroppervlakte. De bevolkingsdichtheid is echter laag. 
Meer dan 80 procent van de oppervlakte van Kuhmo bestaat uit bos, vooral dennen. Zowel beren, de wolf, eekhoorn en lynx komen er voor. In Kuhmo, dat aan twee meren en een rivier ligt, bevinden zich paaigronden voor forel en vlagzalm.
Kuhmo had in 1977 bijna 14.000 inwoners, waarvan ruim 400 in de nabij gelegen Russische stad Kostomuksha werkten. De stad heeft houtverwerkende industrie, scholen en diverse winkels. Er zijn vier hotels.
Het aantal inwoners vermindert door het lage geboortecijfer en doordat veel jonge mensen naar grotere steden verhuizen. In 2003 telde Kuhmo nog 10.767 inwoners in 2003. In 2022 was dit teruggelopen tot 7.755 inwoners.
Sinds 1970 wordt jaarlijks het Kuhmo Chamber Music Festival voor kamermuziek georganiseerd.
Het Kuhmo Winter War Museum is een museum dat wordt onderhouden door de stad Kuhmo. Het werd in juli 1994 voor het publiek geopend. De tentoonstelling toont foto's, objecten en maquettes die vertellen over de veldslagen in Kuhmo in 1939 en tijdens W.O.II, het dagelijks leven van Finse en Sovjetsoldaten, gezondheidszorg in de frontlinie en de evacuatie van burgers.

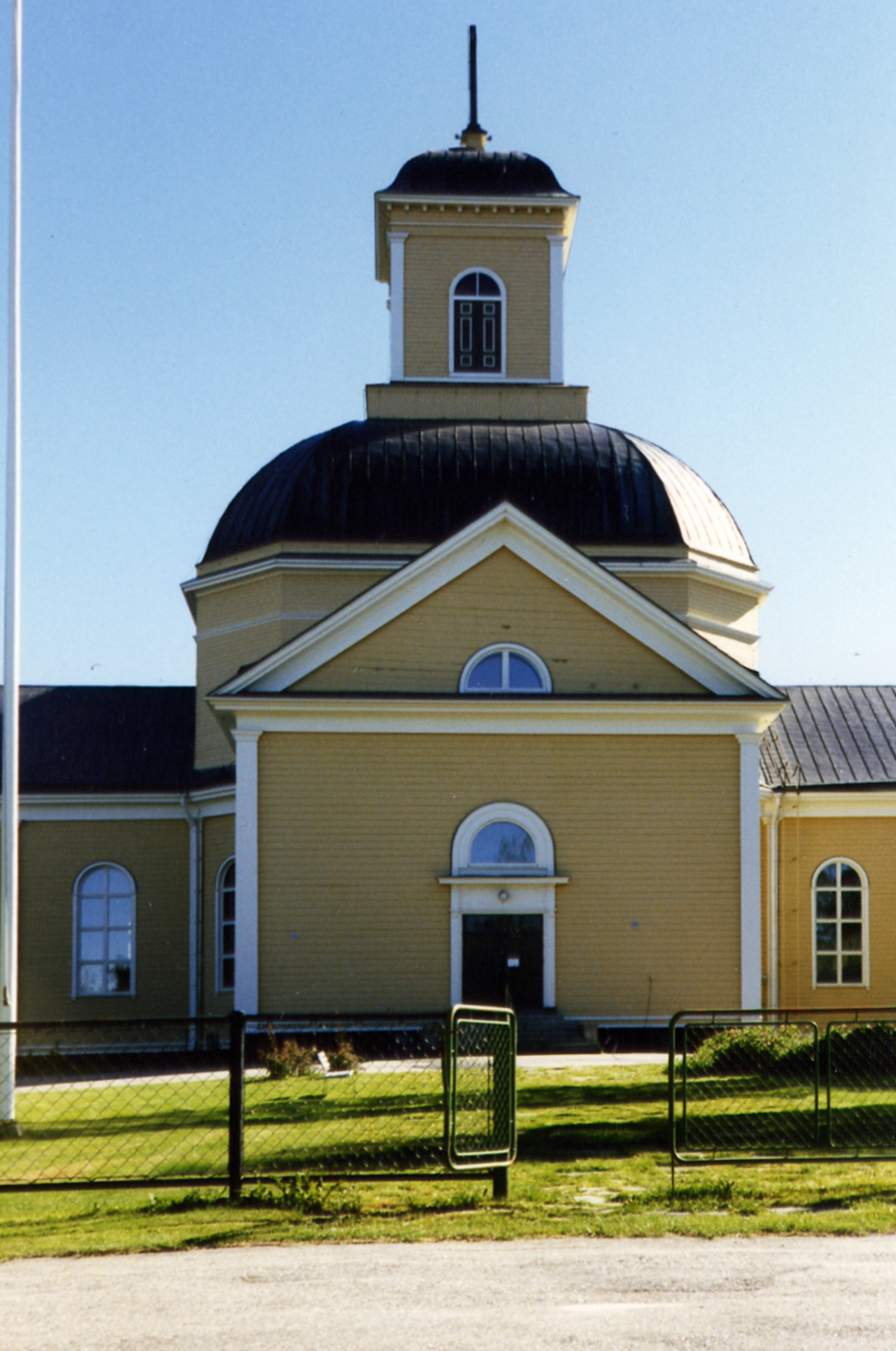
De Kerk van Kuhmo